# Herb powiatu sandomierskiego
Herb powiatu sandomierskiego – jeden z symboli powiatu sandomierskiego.

## Wygląd i symbolika
Herb przedstawia na tarczy dzielonej w słup w polu lewym błękitnym dziewięć złotych gwiazd sześcioramiennych ułożonych w prostokącie, a w polu prawym naprzemiennie ułożone po trzy pasy białe i czerwone, zaczynając od góry czerwonym. Jest to odwzorowanie tradycyjnego herbu ziemi sandomierskiej, liczba gwiazd współcześnie nawiązuje również do dziewięciu gmin powiatu.